# 普拉尚特·库马尔·达斯
普拉尚特·库马尔·达斯（英語：Prashant Kumar Das；1967年5月12日—），印度外交官，現任印度駐赤道幾內亞大使，曾任印度駐不丹彭措林總領事等職務。

## 經歷
普拉尚特·库马尔·达斯生於1967年5月12日。擁有數學理學碩士學位。
普拉尚特·库马尔·达斯是印度外事服务部的成员。他在印度政府的各個部門中擔任過不同的職務，包括海外印度使领馆和外交部总部。在担任印度駐彭措林總領事之前，他還在老撾、奧地利、孟加拉國、海牙、亞美尼亞和俄羅斯的印度使領館中擔任過各種職務。在印度外交部，他曾在西非司工作，負責與多個西非國家的雙邊事務，並在上海合作組織司負責與上海合作组织成員國相關的多邊事務，同時也是上海合作组织成员元首理事會會議的聯絡官。他在處理行政、商業、領事、雙邊和多邊事務方面擁有豐富的經驗。
2020年12月17日，出任印度驻不丹彭措林总领事。2023年7月10日，被任命爲下一任印度駐赤道幾內亞大使。2024年4月29日出任印度駐赤道幾內亞大使。7月11日，向赤道幾內亞總統特奥多罗·奥比昂·恩圭马·姆巴索戈遞交國書。

## 個人生活
普拉尚特·库马尔·达斯能說英語、印地語、奧里亞語和俄語，並且能理解孟加拉語和旁遮普語。他的興趣包括體育、瑜伽、音樂與唱歌、電影和詩歌。